# 이현상 (1770년)
이현상(李顯相, 1770년 6월 14일 - 1822년 7월 14일)은 조선 후기의 문신, 시인이자, 화가, 통역관, 번역가이다. 자(字)는 상지(相之)이고, 호(號)는 태화(太華), 본관은 우계(羽溪)이다. 1811년(순조 11)과. 1812년(순조 12) 일본에 파견된 조선 통신사의 제술관으로 다녀왔다. 경기도 포천 출신. 송원 김이택(松園 金履澤)의 문인이다.
1798년(정조 22) 생원시에 합격하고 사부학당에 입학, 유생이 되었다. 1800년(정조 24) 정조가 유생에게 친히 주관하는 전시에 합격하여, 바로 그해의 별시문과에 병과로 급제, 교서관, 봉상시 등에 근무했다. 바로 규장각검서관이 되고 춘추관기주관을 겸하였으며, 그해 승문원에서 이문 문신(吏文文臣)을 추가로 선발할 때 한 사람으로 선발되었다. 1800년(순조 즉위) 12월에 교서관부정자(校書館副正字)가 되고, 1801년(순조 1) 봉상시참봉, 교서관 정자(校書館正字), 교서저작(校書著作)이 되었다. 1802년(순조 2년) 다시 교서관 저작이 되어 윤대관을 겸임했다.
1802년(순조 2년) 교서관박사, 군자감판관, 봉상시주부, 이후 봉상시판관, 1803년(순조 3년) 교서관교리가 되고 그해에 성균관에 들어가 유생이 되었다. 1804년(순조 4년) 초 규장각검서관을 거쳐 교서관교리가 되어 이후 윤대관의 임무를 맡아보았다. 1805년(순조 6) 다시 교서관교리에 임명되고 1806년 다시 교서관교리가 되었다. 이후 춘추관 기주관, 규장각검서관, 교서관정자, 봉상첨정 등을 거쳐 1806년(순조 6년) 교서관교리가 되어 이후 종종 그 달의 윤대관을 맡아보았다. 이후 호조정랑에서 사직, 부친상을 마친 뒤 1808년(순조 8년) 다시 교서관교리, 1809년 봉상시첨정 겸 사헌부집의(奉常侍僉正兼司憲府執義)가 되었다. 1811년(순조 11) 조선 통신사가 일본에 파견될 때 제술관으로 다녀왔으며 귀국 후 승문원판교, 교서관판교가 되었다. 이후 1811~1812년 일본 도쿠가와 막부의 새 쇼군도쿠가와 이에나리의 취임을 축하하는 통신사가 파견될 때 제술관으로 다녀왔다.
1812년(순조 12) 교서관판교, 형조좌랑을 거쳐 1813년(순조 13) 신창현감(新昌縣監)으로 나갔다가 그해 11월 30일 모친상으로 사직하였다. 1818년(손조 18년) 성균관전적, 이듬해 교서관판교, 유곡도찰방(幽谷道察訪)이 되었다. 그해 행성균관전적이 되고 1819년(순조 19년) 일본에 통신사가 파견될 때 제술관으로 일본에 다녀와 다시 성균관전적에 제수됐다. 1820년(순조 20) 문천군수에 임명되어 겸춘추관, 안변진관 병마동첨절제사를 겸임했다. 저서로는 《태화문집 (太華文集)》, 《역대언사 (歷代言事)》이 있고, 작품은 서제 묵죽도(畵題 墨竹圖) 등이 있다.

## 생애

### 출생과 가계
이현상은 1770년(영조 37년) 6월 14일 경기도 영평군 일동(현 포천시 일동면) 기산리에서 태어났으며, 할아버지는 노인직으로 중추부동지사를 지낸 이성석(李聖錫)이고, 아버지는 승사랑(承仕郞)과 통덕랑을 지내고 증 통정대부 승정원좌승지 겸 경연참찬관에 추증된 이한운(李漢雲)이고, 어머니는 밀양박씨로 동지중추부사 박성희(朴聖希)의 딸이다. 할머니는 해평윤씨(海平尹氏)로 오음 윤두수(梧陰 尹斗壽)의 5남 방어사 윤간(尹旰)의 5대손 윤응화(尹應和)의 딸이다. 일설에는 1768년(영조 35년)생 설도 있다.
그의 고조부 이상우(李商雨)는 문과 급제자였지만, 이상우의 양부 이영구와 양조부 이규(李規), 이여추(李汝樞)는 모두 후대에 세계가 실전되어 우계이씨 족보에서 누락되었다. 1910년 이후에 편찬된 족보에서 이상우는 생가 쪽 족보에 편입되었다. 고조부 이상우의 생가쪽 증조부인 이희헌(李希憲)은 선조~인조 때의 한의사이며, 임진왜란 직후 허준이 선조의 명으로 의서들을 저술, 편찬할 때 의서인출감교관으로 의서들의 영인과 발행을 감독했다. 이상우의 본생가 친조모는 전주이씨 충정공 이홍주의 서녀였다. 이상우의 생모 전주이씨는 세종대왕의 왕자 영해군 당의 6대손 승의랑, 진용교위를 지낸 이집(李鏶)의 딸인데, 이집은 영해군 당의 5대손 가선대부 이숙명(李俶命)의 서자였다. 고조부 이상우는 아버지쪽 먼 친척인 이영구의 양자가 되었다. 경기도 광주군 낙생면 대장동(현, 성남시 분당구 대장동) 근처에 살던 그의 가계는 고조부 이상우가 먼 친척 이영구의 양자가 되면서 광주군에서 영평군(현, 포천시 일동면, 이동면 일대)으로 이주했다.
어머니는 밀양박씨로 아버지는 동지중추부사 박성희(朴聖希)이고, 참판 박상빈(朴尙彬)의 증손이다. 그런데 밀양박씨 규정공파 송월당파 족보에 의하면 박상빈의 동생 박상철(朴尙哲)의 손자 박재영(朴在榮)의 사위가 이한운으로 나타난다.

### 어린 시절
이현상의 할아버지 이성석의 대에는 사부(士夫)로 분류되었는데, 사대부로서 인정된 것이 일성록과 승정원일기에 나타난다. 할아버지 이성석의 대에 한성부 북부에 거처를 마련하였다. 아버지 이한운은 늦은 나이에 음보(蔭補)로 관직에 올라 장사랑과 승사랑을 역임했다. 1796년 6월 10일, 6월 22일, 7월 12일의 승정원일기 기록에도 아버지 이한운은 유학(幼學) 신분으로 나타난다.
족보에는 실전되었지만 후대에 2016년에 한때 경매로 나왔던 넷째아들 이일녕(李馹寧, 뒤에 인령(麟寧))은 후일 영평 일동에서 둘째 형 기녕을 따라 단양(丹陽)으로 이주해서 생활했는데, 일녕의 시권지(詩券紙)에 祖 通德郞 漢雲으로 되어 있어 한운의 최종 관직은 통덕랑으로 확인되었다.
그의 형제자매로는 누이 중 1명은 인조 때의 정승 충정공 이홍주(李弘胄)의 서손자 이지백(李知白)의 후손인 이준수에게 출가하였고, 다른 누이 1명은 옥성부원군 장만(張晩)의 후손 장현손(張顯孫)에게 출가하였다. 어려서 가학을 수학하다가, 소년기에 이름이 전하지 않는 어느 성리학자에게 글을 배웠다.
아버지 이한운을 따라 한성부 종로방 세심대(洗心臺) 근처로 이주하였다. 이사한 시점은 전하지 않는다. 1795년 3월 7일 정조가 육상궁(毓祥宮)과 연호궁(延祜宮)에 나아가 전배(展拜)하고, 이어 선희궁(宣禧宮)에 나아가 작헌레(酌獻禮)를 행하고 세심대에서 경모궁(사도세자) 결혼 50주년을 기념하여 시를 지을 때 세심대 인근에 사는 유생과 문음을 모두 초대했다. 이때 이현상과 그의 아버지 이한운도 유학 자격으로 초청되어 갱운에 참여했다.
뒤에 송원 김이택(松園 金履澤)의 문하생이 되었으며, 기원 유한지(綺園 兪漢芝), 취미 신재식(翠微 申在植), 유당 김노경(酉堂 金魯敬)과 친구로 교류하였다.

### 수학, 청년기
이후 풍양조씨 조기영(趙基永)의 딸과 결혼하였다. 부인 풍양조씨는 조선 성종때의 문신 한평군 조익정(漢平君 趙益貞)의 12대손으로, 할아버지는 증 공조참판(贈 工曺參判) 조진수(趙鎭洙), 증조부는 증 호조참판(贈 戶曺參判) 조계(趙啓)이고, 고조부는 증 공조참판(贈 工曺參判) 조상만(趙尙萬)이다. 어머니는 무안박씨(務安朴氏)로 박성민(朴聖民)의 딸이다. 이현상의 부인 풍양조씨 역시 장인 조기영의 고조부인 조상만(趙尙萬)이 조성보(趙聖輔)의 서자였고, 친정 고조모 전주이씨는 광평대군 이여(廣平大君 李璵)의 후손이었으나, 남천군 이쟁(南川君 李山+靑)의 8대손 이태(李邰)의 서녀였다. 넷째아들 이일녕(李馹寧, 뒤에 인령(麟寧))의 과거 시험 답안지에 외조부 승사랑 조기영 본 풍양으로 기록되었다. 넷째 아들 일녕은 끝내 과거에는 급제하지 못했지만 뒤에 승문원의 관료로 임명된다.
아들로는 이학녕, 이기녕, 이봉녕, 이인녕 등이 있고, 딸이 2명 있었다. 우계이씨 족보에는 실전되었으나, 풍양조씨 한산군파의 족보 기록에는 딸이 1명 있었고, 청주한씨 한석동(韓奭東)에게 출가하였다. 그밖에 1827년의 족보에 수록되었으나 뒤에 실전된 둘째사위는 한용관(韓容觀)으로 청주한씨이며, 주부 한상홍(韓象洪)의 아들이다. 이학녕은 이익증이라는 아들을 두었으나 요절했고, 차남 이기녕은 단양군으로 분가하였다. 셋째 아들 이봉녕은 관료로 활동했고, 넷째 아들 이인녕은 만년에 승문원의 관료로 활동하였다.
유학(幼學)으로 사부학당에 입학하여 수학하였으며, 정조가 친히 주관하는 강목 등 사서육경 강독에 참여하였다. 정조가 강목의 8권을 강하고 나서 유생들에게 질문하자 그는 저수량이 측천무후의 입궐을 막지 못한 것을 논하며, 측천무후가 머리를 기르고 입궐했을 때는 그 의도를 모를 수 있지만, 무측천이 소의(昭儀)가 된 뒤에는 그의 의도를 알아볼 수도 있었는데 막지 못했다며 현명하지 못했다 하였다.
1794년(정조 18) 10월의 응제에서 그는 중학제교수(中學製敎授) 윤익렬(尹益烈)과 함께 삼상(三上)을 받았다.
1798년(정조 22) 식년과(式年科) 생원시에 3등으로 합격하여 생원이 되고, 다시 사부학당에 들었다. 1798년 12월 10일 정조가 친히 성균관에서 태학생들에게 주관한 친시에 응시하고 3등을 받았다. 이때 친시에 응시한 응시자에게 효종의 고사를 본받아 《시경 (詩經)》 鹿鳴에 나오는 아유가빈(我有嘉賓)이라는 구절을 새긴 은배(銀杯)를 줄 때 하사받았다. 이는 이만수(李晩秀) 정조의 명을 받아 1798년 12월 10일의 친시를 기념하여 펴낸 1799년(정조 22) 3월 28일에 펴낸 시집(詩集) 태학은배시집에 실렸다. 그때 그는 성균관의 동상사생(東上舍生)이라 하였다.
1799년 3월 28일 정조가 태학에서 초계문신과 유생을 대상으로 한 응제에 응시하였다. 참가자 전원에게 정조의 명으로 은배시집 1권을 받았다.
1799년(정조 23) 6월 18일 정조가 명정전에서 유생에게 친히 주관하는 전시에 진사 조석정(曺錫正) 등과 함께 합격하고, 왕명으로 직부전시(直赴殿試)명을 받아 바로 과거시험 전시에 응시할 자격이 주어졌다. 정조가 친히 전강한 전시 중 부(賦)에서 삼중(三中)을 받았다. 그러나 1799년(정조 23년)의 전시에는 낙방하고, 1800년(정조 24년) 3월 22일 별시문과(別試文科)에 병과(丙科) 23위로 급제하였다. 바로 권지승문원부정자가 되고 규장각검서관이 되어 춘추관기사관을 겸하였다. 별시문과 전시(殿試) 합격자 발표는 1800년 4월 4일에 있었다.

### 관료 생활 초반
1800년(정조 24년) 4월 13일 승문원에서 이문문신(吏文文臣)을 추가 선발할 때 한사람으로 선발되어, 이문문신(吏文文臣)이 되었다. 1800년(순조 즉위년) 12월 27일에 교서관부정자(校書館副正字)가 되고, 1801년(순조 1) 2월 23일 봉상시참봉(奉常侍參奉), 3월 7일 교서관 정자(校書館正字)을 거쳐 1801년 7월 6일 교서저작(校書著作)이 되었다. 그해 8월 5일 경모궁(景慕宮)의 망제(望祭)에 전사관 봉참(典祀官 奉參)으로 참여하였다. 그해 11월 17일 규장각 외각관(外閣官)으로 순조로부터 백력(白曆) 1급을 사급받았다. 같은 11월 17일 육상궁(毓祥宮) 겨울 향제(享祭)에 전사관 봉참(典祀官奉參)으로 참여하였다. 1801년 12월 10일 사직대제(社稷大祭)에 전사관 봉참(典祀官 奉參)으로 참여하였다.
1802년(순조 2년) 1월 다시 교서관 저작이 되고 1월 11일에는 교서저작으로 그 달의 윤대관(輪對官)이 되어 순조를 인견하였다. 그해 송석원(松石園)을 찾아 이태승(李台升), 이숭오(李嵩吾), 이희정(李喜鼎), 서파 유희(西陂 柳僖) 등을 만나 시를 짓기도 하였다.
1802년(순조 2년) 2월 22일 교서관박사(校書博士)가 되었다가 그 해 군자감판관(軍資監判官)을 거쳐 그 해 10월 4일 봉상시주부(奉常侍主簿) 등을 역임했다. 이후 봉상시판관(奉常判官), 1803년(순조 3년) 9월 6일 교서관교리(校書館校理)가 되고 그해에 성균관에 들어가 유생이 되었다.

### 관료 생활 중반
1804년(순조 4년) 초 규장각 검서관을 거쳐 교서관교리가 되고, 4월 12일 어떤 이유로 의금부에 투옥되었다가 순조가 명단을 보고 수단자에서 삭제, 석방되었다. 이 해 5월 11일 교서교리로 그 달의 윤대관이 되었다. 1804년(순조 4) 7월 19일 성정각(誠正閣)에서 교서교리로 그 달의 윤대관이 되었다. 7월 19일 교서관 소장 서적이 낡고 훼손된 것을 파악, 전강, 식년 문무과에 필요한 양을 보충할 것을 건의하였다. 그해 8월 1일 성균관전적을 거쳐 1805년(순조 6) 다시 교서관교리에 임명되었다. 1805년 11월 26일 정조의 지장(誌狀)인 《정종대왕지장진서단자지장통기 (正宗大王誌狀進書單子誌狀通紀)》를 편찬할 때 안보관(安寶官)으로 참여하였다. 11월 30일 정조의 지장(誌狀) 발행에 참여한 관원들을 시상할 때 안보관(安寶官)으로 참여한 공로로 상현궁 1장(上弦弓一張)을 하사받았다. 이해 12월 1일 교서관교리(校書館校理)로 그 달의 윤대관이 되었다. 1806년 다시 교서관 교리가 되었다. 그 뒤 춘추관 기주관이 되고, 규장각 검서관, 교서관 정자, 봉상첨정(奉常僉正) 등을 지냈다.
1806년(순조 6년) 4월 1일 성정각(誠正閣)에서 교서관교리(校書館校理)로 그 달의 윤대관(輪對官)이 되고, 그날의 윤대에 제대로 답하지 못했다 하여 추고받았다. 1806년(순조 6년) 12월 27일 교서관교리로 그 달의 윤대관이 되었다. 이후 호조정랑(戶曹正郞)를 거쳐 아버지 이한운의 상으로 사직, 부친의 3년상을 탈상한 뒤 복직하였다.
1808년(순조 8년) 9월 12일 교서관교리, 1808년(순조 8년) 다시 교서관교리가 되고 1809년(순조 9년) 봉상시첨정이 되었다. 1909년 3월 13일 봉상시첨정 겸 사헌부집의(奉常侍僉正兼司憲府執義)에 제수되었다. 1809년(순조 9년) 6월 1일 봉상시첨정으로 그 달의 윤대관이 되고, 그 해 여름 가뭄으로 1809년(순조 9년) 6월 11일 순조가 한성 남단(南壇)에서 친히 남단기우제(南壇祈雨祭)를 거행할 때 그는 봉상시 첨정으로 기우제의 단사(壇司)를 겸하였다.
1809년(순조 9) 9월 18일 경희궁(慶熙宮) 흥정당(興政堂)에서 순조가 친히 낸 제술 시제(詩題)에서 수석의 성적을 받았다.1810년(순조 10) 예조좌랑(禮曹佐郞)이 되었다. 1810년 6월 1일 봉상첨정으로 그 달의 윤대관(輪對官)이 되고, 1810년(순조 10년) 8월 5일 봉상시첨정으로 그 달의 윤대관이 되었다.

### 일본 통신사 수행

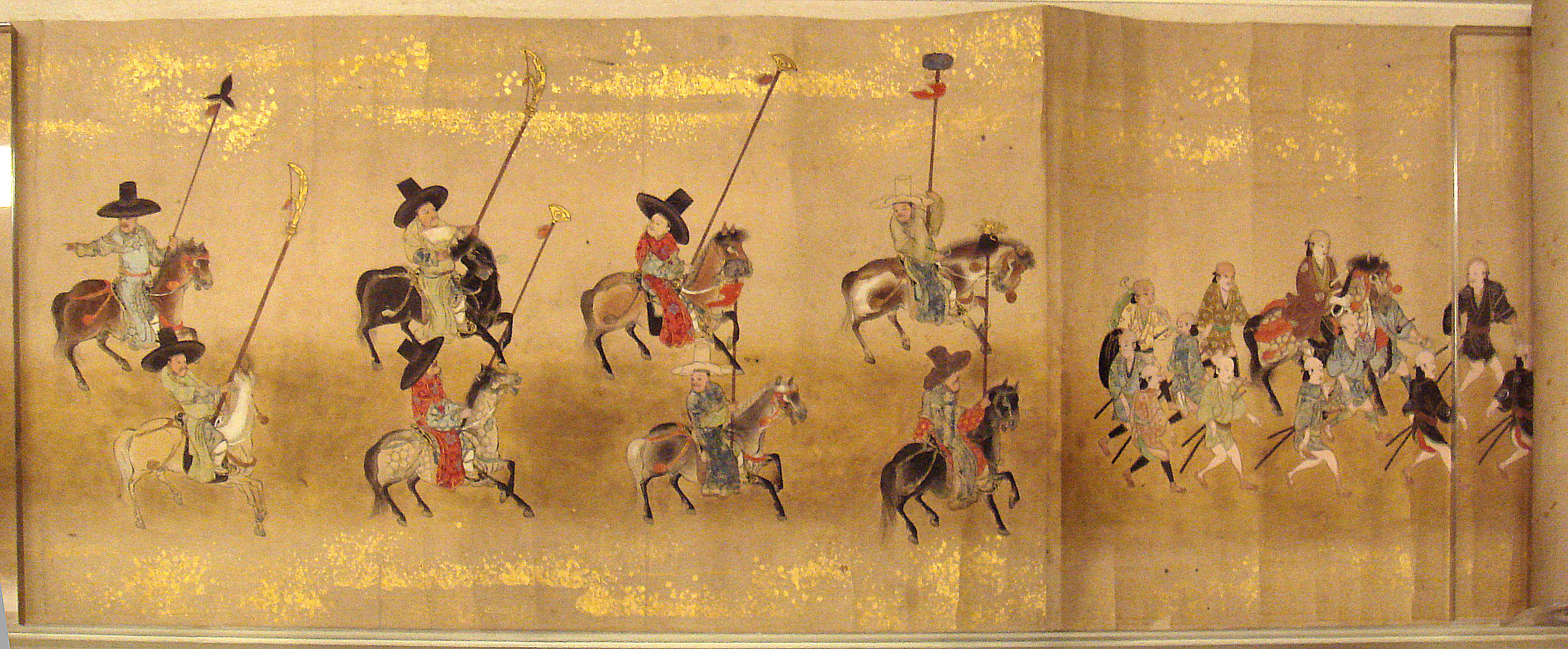
조선통신사 행렬도

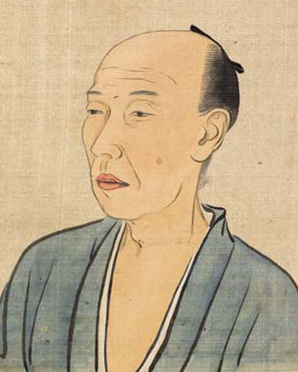
마츠자키 고도(松崎慊堂)

1810년(순조 10년) 12월 12일 봉상시첨정(奉常侍僉正)으로 이듬해에 파견되는 조선통신사의 제술관(製述官)에 선정되었다. 1811년 1월 10일 이조의 건의로 시행한 구전정사(口傳政事)에서 통신사 제술관에 재선정되었다.
1811년(순조 11년) 통신사행의 사신으로는 정사 죽리 김이교(金履喬), 부사에 남진 이면구(南霞 李勉求), 제술관(製述官)은 이현상(李顯相), 정사 서기는 청산 김선신(淸山 金善臣), 종사 서기는 백옹 이명오(泊翁 李明五)가 참여하였다. 1811년 2월 12일 통신사를 따라 부산과 쓰시마섬을 거쳐서 일본으로 건너갔다. 이현상은 이때 "에도 문사들과의 교유를 무척이나 기대"하고 있었음을 토로하였고, 이때 만난 일부 일본 문인들 중 일부와는 귀국 후에도 꾸준히 편지, 서신, 시문을 주고 받았다. 3월 12일에 부산포를 떠나 윤3월 29일 쓰시마에 도착했다. 외교관 외에도 막부의 허가를 받은 고가 세이리(古賀精里)와 그의 문하생 구사바 하이센(草場佩川), 히구치 시센(樋口淄川) 등이 학술교류 목적으로 통신사 일행을 만났다. 고가와 그의 문하생들은 정사 김이교, 부사 이면구, 제술관 이현상, 서기 김선신, 이명오, 반인 정문철, 역관 현식 등과 만나 시문을 필담으로 주고받았다. 6월 21일 쓰시마의 통신사 숙소에서 이현상과 청산 김선신 등이 고가 세이리 일행과 만나서 주고받은 시문집은 이면구 등에 의해 《왜한시문집 (倭韓詩文集)》이라는 이름으로 정리되었다.
그는 고가 세이리의 수행원인 구사바 하이센(草場佩川)과도 시문을 주고받았다. 이때 그는 조선에서 출발하기 직전 김조순(金祖淳)에게 받은 부채를 선물로 증정하였다. 이때 이현상은 '하이센 족하는 해상의 귀인이라, 이를 증정하오니 그 정 잊지 말라(今、佩川足下を見るに、乃ち海上の高人なり。 此れを以て奉呈せん。幸いに領して情において忘るること勿れ。)' 하였다. 이현상은 자신이 가져온 인장 2개를 선물한다. 이때 이현상은 조선에서 가져온 서화들 역시 그에게 선물하였다. 자신이 차고 있던 소지품 중 일부를 풀어 한조각 심정을 영원히 잊지 말라며 하이센에게 선물로 주었다. 구사바 하이센은 이를 戊戌文草에 기록하였다.
1811년 6월 27일 쓰시마에서 배편으로 출발, 7월 2일 부산포에 도착했다. 귀국 후 1811년(순조 11년) 8월 4일 심규로(沈奎魯)의 건의로, 통신정사 부호군 김이교, 통신부사 부사직 이면구 이하 일본 조선 통신사 참여자들을 시상할 때, 제술관으로 참여한 이현상 역시 우직(右職)으로 승진시킬 것을 건의하였다. 8월 4일 정조의 왕명으로 우직에 제수되었다.

### 2차 일본 방문
1811년 8월 13일 승문원판교(判校)를 거쳐 1811년 10월 1일 교서관판교(校書館判校)로 그 달의 윤대관이 되었다. 이후 1811~1812년 일본 도쿠가와 막부의 새 쇼군 도쿠가와 이에나리(德川家齊)의 쇼군 취임을 축하한다는 이유로 통신사(通信使)가 파견될 때 제술관으로 김이교, 이면구 등을 수행하여 쓰시마섬에 다녀왔다.
이때 쓰시마섬에서의 시문창화를 교류하는 석상에서 코가 세이리(古賀精里)의 청으로 특별히 일본 화가 타니 분초(谷文晁)의 그림 산수도(山水圖)에 찬을 썼다. 타니 분초의 다른 그림 부사산도(富士山圖)에는 추사 김정희가 찬하였다. 귀국 이후로도 그는 마츠자키 고도(松崎慊堂) 등의 일본 문인들과 편지 서신을 주고받았다. 조선 통신사의 체류기간 중 그는 일본의 불교승려와 시문을 주고받기도 했다.
사신은 아니었으나 일본의 유학자 미야케 기쓰엔(三宅橘園)이 쓰시마섬을 찾아와 이현상, 서기 김선신(金善臣, 서기 이명오(李明五) 등을 만나 필담으로 시문을 주고받았다. 미야케 기쓰엔은 막부의 허락을 받지 않은 개인의 자격으로 쓰시마에 가서 통신사 일행을 찾아서 이현상과 김선신, 이명오 등을 만나 필담으로 시문을 주고 받았다. 이는 미야케 다치요시(三宅威如斎)에 의해 1812년 《계림정맹 (鷄林情盟)》이라는 이름으로 간행되었다. 후지모토 렌(藤本廉) 등도 찾아와 교류, 후지모토의 시를 조선에 소개하기도 했다.
고가 세이리(古賀精里)와 그의 문인인 구사바 하이센(草場佩川), 히구치 시센(樋口淄川) 등을 대동해 쓰시마를 찾아왔다. 고가 세이리 일행은 정사 김이교, 부사 이면구, 제술관 이현상, 서기 김선신, 이명오 등과 성리학 학문에 관한 의견을 주고 받았다. 고가 세이리 일행과 주고 받은 담론집은 1811년 《대례여조 (對禮餘藻)》이라는 이름으로 간행되었다.

### 생애 후반
1812년(순조 12) 6월 12일 교서관판교로 그 달의 윤대관이 되고, 그해 9월 22일 형조좌랑(刑曹佐郞)을 거쳐 1813년(순조 13) 6월 4일 신창현감(新昌縣監)에 제수되어 부임, 신창현감 홍주진관 병마절제도위(洪州鎭管兵馬節制都尉)로 나갔다. 6월 6일 사간원, 사헌부에서 이조낭관을 통해 계를 올려 그의 인사 서경(人事 署經)이 부당하다 하였으나 임금이 듣지 않았다. 신창현감 재직 중 그해 11월 30일 어머니 밀양박씨의 상(喪)으로 장계를 올려 사직하였다. 바로 충청도관찰사 조정철(趙貞喆)이 장계(狀啓)를 올려 그의 모친상사를 통보하고 사직처리되었다.
3년상 탈상 후 복직, 1818년(손조 18년) 8월 7일 성균관전적, 이후 겸 양현고주부(養賢庫主簿)을 거쳐 이듬해 4월 1일 교서관판교가 되고, 1819년(순조 19년) 6월 25일 유곡도찰방(幽谷道察訪)으로 부임하였다. 그해 다시 통훈대부(通訓大夫) 행성균관전적(行成均館典籍) 겸 양현고주부가 되고, 1819년(순조 19년) 일본에 통신사가 파견될 때 제술관으로 일본에 다녀왔다. 1820년(순조 20년) 귀국 후 성균관 전적이 되었다가 12월 18일 행문천군수(行文川郡守)에 임명되고 12월 20일 겸춘추관(兼春秋官), 안변진관 병마동첨절제사(安邊鎭管兵馬同僉節制使)를 겸임했다. 만년에는 1800년대 후반부터 자신의 집안 족보 편찬 등 문중 행사에 주도적으로 참여하기도 했다.
저서로는 《태화문집 (太華文集)》, 역사서인 《역대언사 (歷代言事)》 12권 61책 등이 있고, 그림으로는 서제 묵죽도(畵題 墨竹圖) 등 소수가 전한다. 1822년 6월 15일 함경감사 이면승(李勉昇)이 올린 지방관 근무성적에서 가끔 타당하지 않게 처리하나, 그 자신은 속되지 않게 처신한다(措或失宜政自不俗)고 보고하였다. 1822년(순조 22년) 6월 24일 부인 풍양조씨가 사망했고, 같은 해 7월 14일 그도 문천군 군내면 북일리(北一里) 아산정(衙山亭) 동남쪽, 문천 관아에서 재직 중 사망했다. 시신은 영평군 일동면으로 운구되었다.

### 사후

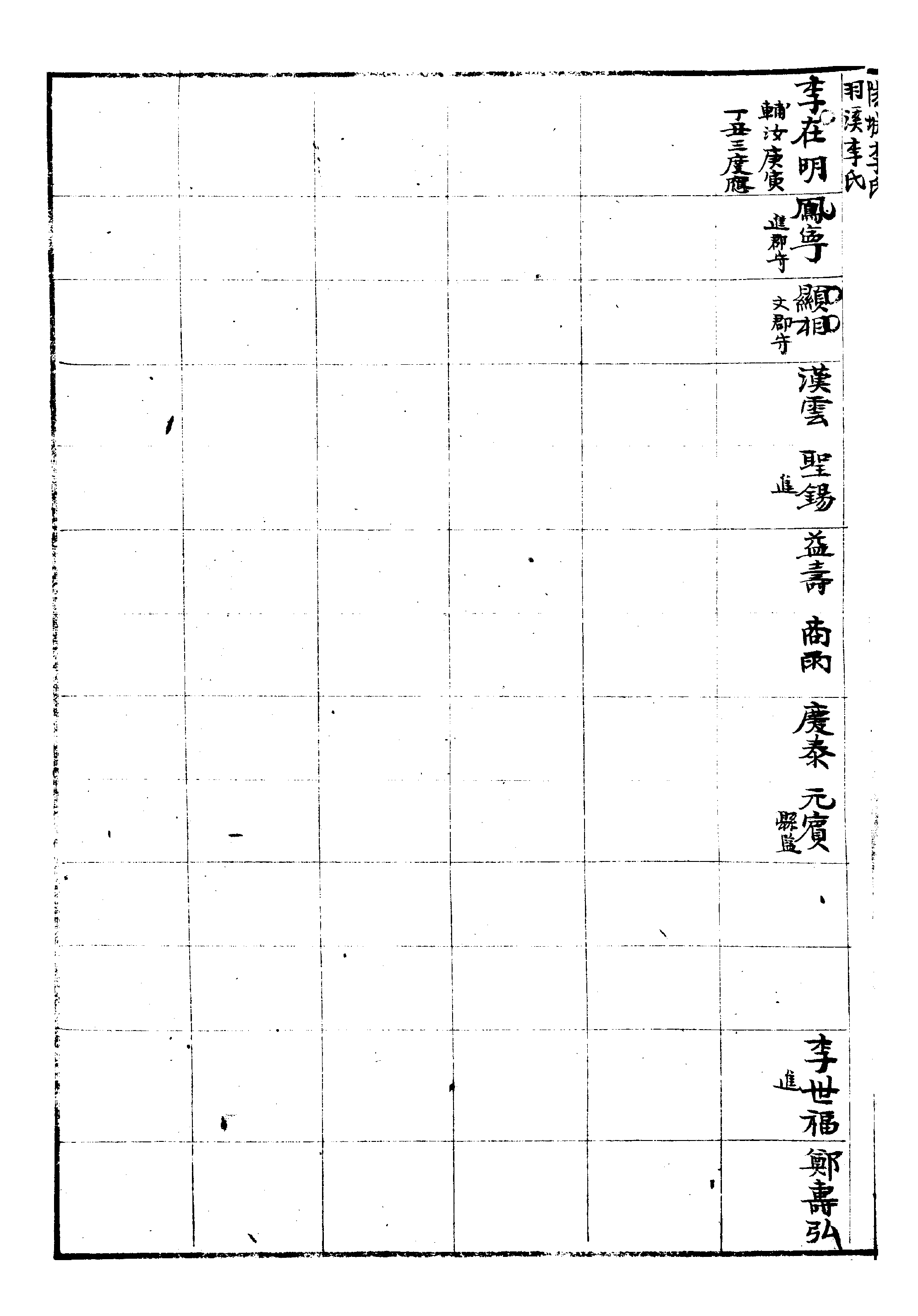
문보의 이재명 편
3번째 칸에 그의 이름이 있다.

그의 시문과 글씨는 정리, 재간행되지 못하고, 조선 멸망 후 가계가 몰락하면서 일부만이 전한다. 그밖에 일본에 조선통신사 제술관으로 있을 때 일본의 관료, 유학자, 승려들에게 선물로 준 친필 필적 몇개가 일본에도 전한다. 사후 증 통정대부 예조참의에 추증되었다가 다시 아들 이기녕이 노인직에 올라 1876년(고종 13년) 증 가선대부 예조참판 겸 동지경연 의금부춘추관성균관사 오위도총부 부총관에 가증(加贈)되었다.
묘소는 경기도 영평군 동면 백아리(白鵝里, 현 포천시 일동면 백아리) 상정동(上井洞) 계좌(癸坐)에 부인 풍양조씨와 합장되었다. 뒤에 경기도 포천시 일동면 기산리 118번지 가족묘 건좌(乾坐)로 이장되었다.

## 저서 및 작품

### 저서
- 《태화문집 (太華文集)》
- 《역대언사 (歷代言事)》 12권 61책 (1804년)

### 작품
- 서제 묵죽도(畵題 墨竹圖) (1811년)

## 가족 관계
- 고조부 이상우(李商雨, 1648/1652 - 1741)
- 증조부 이익수(李益壽)
- 조부 이성석(李聖錫, 1714년 11월 17일 ~ 1799년 1월 12일)
- 조모 해평윤씨(1713년 3월 1일 ~ 1785년 3월 6일), 윤응화(尹應和)의 딸, 오음 윤두수의 5남 윤간(尹旰)의 5대손
  - 아버지 이한운(李漢雲, 1735년 6월 22일 ~ 1806년 6월 8일)
  - 어머니 밀양 박씨(1735년 6월 12일 ~ 1813년 11월 27일), 동지중추부사 박성희(朴聖希)의 딸
    - 누이 : 우계이씨
    - 매부 : 이준수(李晙秀), 부 이언복(李彦復), 충정공 이천 이홍주 7대손, 서손자 이지백 5대손
      - 외조카 : 이광악(李光岳)

    - 누이 : 우계이씨
    - 매부 : 장현손(張顯孫, 음찰방, 인동장씨), 옥성군 장만(張晩) 후손 장석호(張錫祜)의 아들
      - 외조카 : 장사필(張思弼)
      - 외조카 : 장사덕(張思德)
      - 외조카 : 장사복(張思福)
      - 외조카사위 : 이장운(李章運, 참봉)
      - 외조카사위 : 황원식(黃元植, 무과)
- 부인 : 풍양 조씨(1767년 4월 1일 ~ 1822년 6월 24일, 조기영(趙基永)의 딸)
  - 아들 : 이학령(李鶴寧, 요절)
  - 며느리 : 이름 미상
    - 손자 : 이익증(李翼增, 요절)

  - 아들 : 이기령(李麒寧, 1786년 9월 6일 ~ 1876년 2월 13일)
  - 며느리 : 의령남씨(1785년 8월 29일 ~ 1847년 3월 14일), 남회령(南會寧)의 딸
    - 손자 : 이재항(李在恒, 1810년 4월 19일 ~ 1853년 10월 29일)
    - 손부 : 달성서씨(1807년 1월 2일 ~ 1826년 4월 22일), 서유설(徐有說)의 딸, 약봉 서성의 후손
    - 손부 : 여흥이씨(1808년 5월 20일 ~ 1886년 12월 26일), 이지환(李枝煥)의 딸, 회재 이언적의 후손
    - 손자 : 이재삼(李在三, 1814년 1월 12일 ~ 1873년 4월 17일)
    - 손부 : 한산이씨(1813년 6월 28일 ~ 1877년 5월 24일), 오위장 이운영(李雲英)의 딸
    - 손자 : 이재홍(李在弘, 1817년 8월 4일 ~ 1873년 1월 10일)
    - 손부 : 문화류씨(1815년 8월 3일 ~ 1835년 6월 14일), 감찰 류지태(柳持泰)의 딸
    - 손부 : 김씨(金氏), 이재홍의 후처
    - 손부 : 평양조씨, 이재홍의 삼처
    - 손녀사위 : 남준희(南俊熙, 본관은 의령), 군수 남상순(南象淳)의 아들, 자 남상설(南相說, 문과), 녀 이창익(李昌翼, 부사)
    - 손녀사위 : 조한영(趙漢永, 평양인)
    - 손녀사위 : 임백한(任百漢, 본관은 풍천), 부 춘상(春常), 자 임오준(任午準, 군수)

  - 아들 : 이봉령(李鳳寧 1793년 9월 21일 ~ 1871년 5월 5일)
  - 며느리 : 광주이씨(1791년 1월 4일 ~ 1860년 1월 14일), 장사랑 이세복(李世福)의 딸
    - 손자 : 이재승(李在升, 1809년 10월 13일 ~ 1853년 4월 16일)
    - 손부 : 연안이씨(1808년 10월 1일 ~ 1829년 4월 23일), 이정계(李鼎季)의 딸
    - 손부 : 전주이씨(1810년 8월 23일 ~ 1879년 윤 3월 24일), 이진방(李鎭邦)의 딸
    - 손자 : 이재응(李在應)
    - 손자 : 이재긍(李在兢, 1818년 11월 2일 ~ 1876년 윤 5월 11일)
    - 손자 : 이재성(李在星, 1823년 11월 9일 ~ 1867년 6월 9일)
    - 손부 : 해주오씨(1819년 9월 7일 ~ 1879년 8월 24일), 진사 오언용(吳彦鏞)의 딸, 조부 좌랑 명철(命哲), 추탄(楸灘) 오윤겸의 후손, 외조부 무안박씨 박겸빈(朴謙彬)
    - 손자 : 이재흥(李在興)
    - 손자 : 이재명(李在明, 1830년 11월 20일 ~ 1891년 5월 14일)
    - 손부 : 동래정씨(1829년 12월 5일 ~ 1901년 10월 12일), 장사랑 정기홍(鄭基弘)의 딸

  - 아들 : 이인령(李麟寧, 1800년 8월 28일 ~ 1883년 11월 5일), 다른 이름은 일녕(馹寧)
  - 며느리 : 양주조씨(1799년 ~ 1849년), 부제학 조진오(趙鎭五)의 딸
    - 손자 : 이재만(李在晩)
    - 손녀 : 우계이씨
    - 손녀사위 : 류본영(柳本英)

  - 딸 : 우계이씨
  - 사위 : 한석동(韓奭東, 청주한씨)
  - 딸 : 우계이씨
  - 사위 : 한용관(韓容觀, 청주한씨)
- 첩 : 이름 미상
- 외조부 : 박성희(朴聖希)
- 처증조부 : 조계(趙啓)
- 처조부 : 조진수(趙鎭洙)
- 장인 : 조기영(趙基永, 1737년 ~ ?)
- 장모 : 무안박씨, 박성민(朴聖民)의 딸

## 기타
- 조선통신사 제술관으로 방문 시 일본측 인사들에게 봉정한 친필서예 등이 일부 현재 일본내에 전하고 있다.

- 포천시 일동면 기산리 덕현(德峴) 간좌(艮坐)에 조부 이성석 내외의 합장묘가 있고, 그 아래 인좌에 아버지 이한운, 어머니 밀양 박씨의 묘소가 있다. 그의 후손들 중 다시 광주군 언주면 일대로 이주하여 일부는 서울특별시 강남구 신원동 철곡 이복남 묘소 오른쪽 언덕 술좌, 그밖에 시흥군 안산군자면 초지리 가덕곡 양좌, 강남구 신원동 유좌, 신좌, 내곡동 자좌 등 이전 집성촌인 구 광주군 근처에 묘소가 있다.

- 그의 시 일부는 이명오의 《박옹시초 (泊翁詩鈔)》 권5 시편에 일부 수록되어 있다.

- 1811년 대마도 체류 중 미야케 이조사이(三宅威如齋) 등과 주고받은 필담 모음집인 <계림정맹 鷄林情盟>에 그와 미야케가 주고 받은 증답시가 수록되었다. 또한 미야케 이조사이의 호 기쓰엔(橘園)을 이현상이 지은 것이라 한다.

- 영남읍지(嶺南邑誌) 제12권의 유곡도선생안에는 그의 부임일, 이임일 기록은 없고 이름만 간략히 실려 있다.

## 같이 보기
- 조선 통신사
- 역대언사
- 규장각
- 승문원
- 김이교
- 이면구
- 이성석
- 이상우
- 이서우
- 이인좌의 난
- 신재식
- 김선신
- 김정희]
- 이봉녕

## 관련 서적
- 동방한문학회, 《동방한문학 제36집》 (동방한문학회, 2008)
- 이혜순, 《조선통신사의 문학》 (이화여자대학교 출판부, 1996)
- 신로사, 《1811년 辛未通信使行과 朝日문화교류:筆談, 唱酬를 중심으로》 (성균관대학교, 2011)
- 정은주, 〈1811년 쓰시마 통신사행의 서화 교류〉, 한양대학교 동아시아문화연구소, 《동아시아문화연구 제60집》 (한양대학교 동아시아문화연구소, 2015) 133 ~ 167
- 장순순, 〈朝鮮後期 通信使行의 製述官에 대한 一考察〉, 전북사학회, 《전북사학 제 13집 (1990년 12월호)》 (전북사학회, 1990)
- 이원식, 〈通信使記錄을 통해 본 對日本認識〉, 국사편찬위원회, 《국사관논총 제62집》 (국사편찬위원회, 1995) pp.302
- 하우봉, 《朝鮮後期實學者의日本觀研究》 (일지사, 1989)
- 김근태, 〈西陂 柳僖의 생애와 詩論〉, 온지학회, 《온지논총 14》 (온지학회, 2006) 219 ~ 254
- 이원식, 《朝鮮通信史》 (민음사, 1991)
- 한국사학회, 《史學研究論選 12: 조선시대편 V》 (白山資料院, 1998)

## 참고 문헌
- 사마방목
- 정조실록
- 승정원일기
- 관연록
- 祭謄錄
- 臨軒功令 16권
- 李晩秀 편, 《太學恩杯詩集》
- 왜한시문집(倭韓詩文集)
- 慊堂日曆, 일본
- 영남지리지 유곡도찰방 선생안편
- 김선신, 청산 도유록(淸山島遊錄)
- 이명오, 《박옹시초 (泊翁詩鈔)》 권5
- 《영남읍지 12책》 幽谷편
- 《동사록 (東槎錄)》